# ريوتا موريواركي
ريوتا موريواركي (森 脇 良 太)، ولد في 6 أبريل 1986 فوكوياما، هيروشيما هو لاعب كرة قدم ياباني يلعب حاليا لأوراوا ريد دايموندز.

## روابط خارجية
- ريوتا موريواركي على موقع الاتحاد الدولي (مؤرشف)  (الإنجليزية)
- ريوتا موريواركي على موقع رابطة كرة القدم اليابانية للمحترفين (اليابانية)
- ريوتا موريواركي على موقع قاعدة بيانات كرة القدم.إي يو (الإنجليزية)
- ريوتا موريواركي على موقع ناشيونال فوتبول تيمز (الإنجليزية)
- ريوتا موريواركي على موقع Soccerway.com (الإنجليزية)
- ريوتا موريواركي على موقع عالم كرة القدم.نت (الإنجليزية)

1. ↑  "معلومات عن ريوتا موريواركي على موقع transfermarkt.com". transfermarkt.com. مؤرشف من الأصل في 2020-03-28.
2. ↑  "معلومات عن ريوتا موريواركي على موقع worldfootball.net". worldfootball.net. مؤرشف من الأصل في 2019-07-06.
3. ↑  "معلومات عن ريوتا موريواركي على موقع static.fifa.com". static.fifa.com. مؤرشف من الأصل في 2020-01-27.

- Sanfrecce Hiroshima Player Squad
- Yahoo! Sports Profile نسخة محفوظة 29 يونيو 2018 على موقع واي باك مشين.